# University of Michigan
University of Michigan (även kallat UM, U-M, UMich, eller U of M), ofta kallat bara Michigan, är ett delstatligt universitet i Ann Arbor i Michigan i USA. Det har tre campus och räknas som ett forskningsuniversitet och ett av Public Ivy-universiteten.
Lärosätet är ett av världens främsta. Det rankades på 20:e plats i världen i Times Higher Educations ranking av världens främsta lärosäten 2019.

## Historik
University of Michigan grundades i Detroit 1817 och flyttade 1837 till Ann Arbor. Kvinnor fick lov att studera vid University of Michigan redan 1870, vilket gör skolan till det tredje universitet i USA som tillät detta. Under första hälften av 1900-talet expanderade University of Michigan snabbt och satsade mycket på forskning. Under det andra världskriget forskades det mycket i militärteknologi, särskilt för flottan.
Raoul Wallenberg studerade arkitektur vid University of Michigan åren 1931-35 och två skulpturer på campus har tillägnats honom.. Universitetets Wallenberg Endowment delar årligen ut Wallenbergmedaljen.
Carl Milles, som bodde en tid i Michigan på 1930- och 1940-talen, uppförde 1940 en fontän på universitetets centrala campus, Sunday Morning in Deep Waters.
Under 1960- och 1970-talen fanns det en stark radikal studentrörelse vid University of Michigan som genomförde stora protester mot regeringens Vietnampolitik. Det var också här som John F. Kennedy presenterade sina planer på att grunda Fredskåren under presidentvalkampanjen 1960. År 1964 kungjorde Lyndon B. Johnson sina planer på "Det stora samhället" (The Great Society).

## Studier och forskning

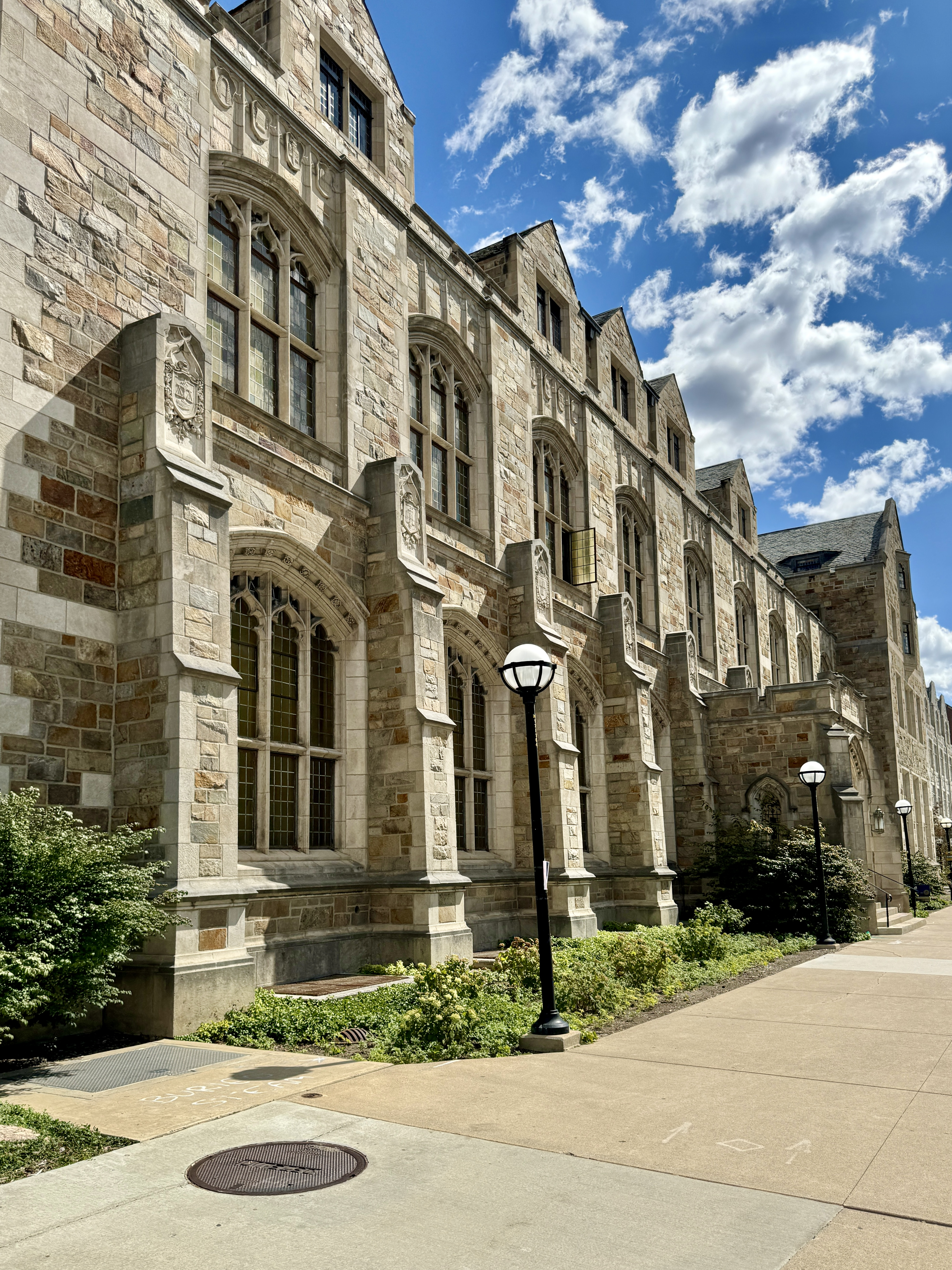
En akademisk byggnad vid University of Michigan

På University of Michigan i Ann Arbor finns det 25 000 studenter på filosofie kandidatnivå och 15 000 studenter på masternivå Det finns 600 olika studieprogram och 90 procent av studieprogrammen räknas bland de 20 bästa i USA.
Universitetet har 5 000 anställda inom vetenskaplig forskning. I likhet med många andra forskningsuniversitet undervisar ofta forskarstuderande på grundnivå.
Terminsavgifterna på University of Michigan hör till bland de högsta i USA:s offentliga universitet. För studerande som inte kommer från Michigan kostar det 30 000 dollar om året för undervisningen. Studenter från Michigan betalar mellan 6 000 och 10 000 dollar om året.
Biblioteken på University of Michigan har över 8 miljoner band, vilket gör biblioteket till USA:s tolfte största bibliotek (2006).

## Idrott
Idrottslaget på University of Michigan heter Michigan Wolverines. De spelar i den högsta divisionen i National Collegiate Athletic Association i alla sportsgrenar med undantag för ishockey.
I likhet med de flesta andra universitet i USA är det amerikansk fotboll som är den mest populära idrotten. Wolverines vann den första Rose Bowl år 1902, och har sammanlagt elva nationella segrar. Senaste gången ett nationellt mästerskap vanns var säsongen 2023/2024. Tre vinnare av Heisman-trofén har kommit från University of Michigan. Wolverines hemmaplan i amerikansk fotboll är Michigan Stadium, som har en kapacitet på 107 500. Wolverines huvudrivaler är Michigan State Spartans, Notre Dame Fighting Irish och Ohio State Buckeyes. Varje år är den prestigefyllda matchen mellan Michigan Wolverines och Ohio State Buckeyes den avslutande matchen i grundserien.

## Kända studenter
Ett urval personer som studerat vid universitetet:
- Margaret Bourke-White, fotograf
- Tom Brady, spelare av amerikansk fotboll
- Joana Carneiro, dirigent
- Ben Carson, kirurg och politiker
- James Earl Jones, skådespelare
- Gerald Ford, president 1973-77
- Jim Harbaugh, spelare och tränare av amerikansk fotboll
- James Irwin, astronaut
- Lawrence Kasdan, filmregissör
- Madonna, popsångerska
- Arthur Miller, författare
- Frank O'Hara, poet
- Larry Page, en av Googles grundare
- Iggy Pop, popsångare
- Tom Price, läkare och politiker
- Richard Smalley, Nobelpriset i kemi 1996
- Raul Wallenberg, svensk diplomat i Budapest 1944
- Chris Webber, basketspelare
- Carl Hagelin, hockeyspelare
- Darren Criss, skådespelare och sångare